# Protótipo internacional do quilograma

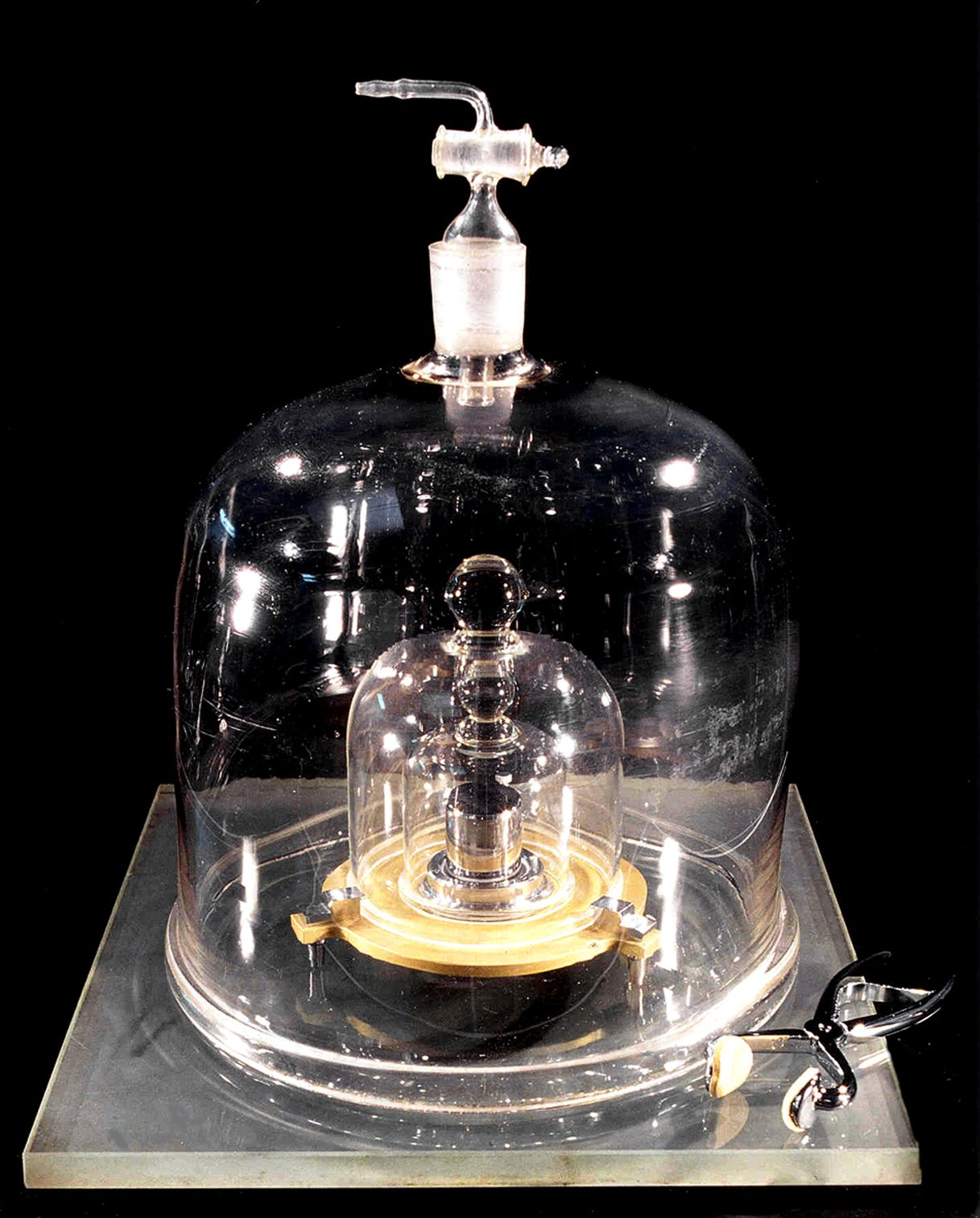
O protótipo internacional do quilograma, também conhecido como Le Grand K ou Big K ou IPK, armazenado em um cofre em Paris, foi substituído por uma fórmula usando a constante de Planck em 2019. O IPK estava perdendo massa, então a comunidade de metrologia redefiniu o quilograma com a ajuda de a constante de Planck.

O Protótipo Internacional do Quilograma (referido pelos metrologistas como IPK ou Le Grand K; às vezes chamado de ur -quilograma, ou urquilograma, particularmente por autores de língua alemã que escrevem em inglês:30) é um objeto que foi usado para definir a magnitude da massa do quilograma de 1889, quando substituiu o Kilogram des Archives, até 2019, quando foi substituído por um nova definição do quilograma com base em constantes físicas. Durante esse tempo, o IPK e suas duplicatas foram usadas para calibrar todos os outros padrões de massa de quilograma na Terra.
O IPK é um objeto do tamanho aproximado de uma bola de golfe feito de uma liga de platina conhecida como "Pt-10Ir", que é 90% platina e 10% irídio (em massa) e é usinado em um cilindro circular reto com altura igual ao seu diâmetro de cerca de 39 milímetros para reduzir sua área de superfície. A adição de 10% de irídio melhorou o Kilogram des Archives totalmente de platina, aumentando consideravelmente a dureza, mantendo as muitas virtudes da platina: extrema resistência à oxidação, densidade extremamente alta (quase duas vezes mais densa que o chumbo e mais de 21 vezes mais denso como água), condutividades elétrica e térmica satisfatórias e baixa suscetibilidade magnética.
Em 2018, o IPK sustentou as definições de 4 das 7 unidades básicas do SI: o quilograma em si, mais a mole, ampère e candela (cujas definições na época referenciavam o grama, newton e watt, respectivamente) bem como as definições de todas as unidades derivadas do SI nomeadas, exceto hertz, becquerel, grau celsius, gray, sievert, farad, ohm, siemens, henry e o adimensional radiano e esterradiano.
O IPK e suas seis cópias irmãs são armazenados no Bureau Internacional de Pesos e Medidas (conhecido por suas iniciais em francês BIPM) em um cofre monitorado ambientalmente no cofre inferior localizado no porão do Pavillon de Breteuil do BIPM em Saint-Cloud nos arredores de Paris (ver imagens externas, abaixo, para fotografias). Três chaves controladas independentemente são necessárias para abrir o cofre. Cópias oficiais do IPK foram disponibilizadas para outras nações para servir como seus padrões nacionais. Estes foram comparados com o IPK aproximadamente a cada 40 anos, fornecendo assim a rastreabilidade das medições locais até o IPK.

### Vídeos
- The BIPM YouTube channel